# Диаграмма связей
Эта статья о способе представления знаний.
Запрос «Карты памяти» перенаправляется сюда. О картах флэш-памяти см. Карта памяти.
Диагра́мма свя́зей, известная также как интелле́кт-ка́рта, ассоциати́вная ка́рта, мента́льная ка́рта или ка́рта мыслей (англ. Mind map) — метод структуризации и визуализации концепций с использованием графической записи в виде диаграммы.
Диаграмма связей реализуется в виде древовидной схемы, на которой изображены слова, идеи, задачи или другие понятия, связанные ветвями, отходящими от центрального понятия или идеи. Обычно создается вокруг одной концепции, нарисованной в виде изображения в центре пустой страницы, к которому добавляются связанные представления идей, такие как изображения, слова и части слов. Основные идеи напрямую связаны с центральной концепцией, а другие идеи являются ответвлениями от этих основных идей.
Является одним из инструментов управления личными знаниями, для которого достаточно карандаша и бумаги.
На русский язык термин переводится как «карта мыслей», «интеллект-карта», «карта памяти», «ментальная карта», «ассоциативная карта», «ассоциативная диаграмма» или «схема мышления».
Данная методика разработана психологом Тони Бьюзеном в конце 1960-х годов. Отражает мыслительный процесс человека, поэтому напоминает сеть нейронов.
Интеллект-карты можно рисовать вручную, например, в виде «заметок» во время лекции, встречи или сеанса планирования. Тогда их постепенная прорисовка показывает наглядный для аудитории процесс осмысливания центральной идеи. Также их можно готовить заранее, в том числе при помощи специально разработанного для этого программного обеспечения или в обычном графическом редакторе.

## История создания и развития
Графические методы записи знаний и систем моделирования на протяжении веков использовались в методиках обучения, мозгового штурма, запоминания, визуального мышления для решения проблем, возникающих в процессе деятельности педагогов, инженеров, психологов и представителей многих других специальностей.
Одни из самых ранних примеров таких графических записей были разработаны философом III века н. э. Порфирием из Тироса. Он графически изобразил концепцию категорий философии Аристотеля.
Философ Раймунд Луллий (1235—1315) также использовал подобную методику.
Семантические сети были разработаны в конце 50-х годов 20 века для попытки описания процесса обучения человека, в дальнейшем эта теория получила своё развитие благодаря работам Аллана Коллинза и Росса Куиллиана в начале 60-х.
Британский писатель Тони Бьюзен, автор книг по популярной психологии утверждает, что он является изобретателем современного вида диаграмм связей. По его словам, его вдохновили идеи Альфреда Коржибски из области общей семантики, популяризованной в научно-фантастических романах Роберта Хайнлайна и Альфреда ван Вогта. Бьюзен утверждает, что положение о том, что, согласно традиционным представлениям о восприятии информации, читателю приходится просматривать страницу слева направо и сверху вниз — неверно. На самом деле, человек «сканирует» страницу целиком и нелинейно. Бьюзен также использует популярные предположения о работе полушарий головного мозга в качестве подтверждения того, что диаграммы связей — эффективный способ конспектирования информации.
Диаграммы связей используются в различных формах и приложениях, включая обучение, образование, планирование и построение инженерных диаграмм.
По сравнению с концептуальными картами, которые были разработаны специалистами по обучению в 1970-х, структура диаграмм связей сохранила радиальный формат записи, но упростилась благодаря использованию только одного центрального слова.
Особый подход Бьюзена и введение термина англ. Mind map начали популяризовываться в телесериале BBC 1974 года, который он вел, под названием «Используй свою голову». В этом шоу и серии сопутствующих книг Бьюзен продвигал свою концепцию радиального дерева, изображая ключевые слова в виде красочной радиальной структуры.

## Области применения
- обучение[1]
- конспектирование лекций[1]
- конспектирование книг
- подготовка материала по определенной теме
- решение творческих задач
- мозговой штурм[1]
- презентации
- планирование и разработка проектов разной сложности
- составление списков дел
- развитие интеллектуальных способностей
- обобщение и структуризация знания[1]
- составление органограмм

## Достоинства и недостатки
Достоинством метода является структурированность информации и легкость получения общего представления о заложенных в диаграмму знаниях.
К недостаткам следует отнести ограниченную масштабируемость и сфокусированность на единственном центральном понятии.

## Исследования

### Эффективность применения
Каннингем (2005) провел пользовательское исследование, в котором 80% студентов считали, что «карты памяти помогли им понять концепции и идеи в науке». Другие исследования также сообщают о некоторых субъективных положительных эффектах использования ментальных карт. Однако положительные мнения об их эффективности были гораздо более заметными среди студентов, изучающих искусство и дизайн, чем среди студентов, изучающих компьютерные и информационные технологии: 62,5% против 34% (соответственно) согласились с тем, что они смогли лучше понять концепции с программным обеспечением для составления интеллект-карт.
Фарранд, Хуссейн и Хеннесси (2002) обнаружили, что диаграммы пауков (аналогичные концептуальным картам) оказывали ограниченное, но значительное влияние на память у студентов бакалавриата (увеличение на 10% по сравнению с исходным уровнем только для текста из 600 слов) по сравнению с предпочтительные методы исследования (увеличение на 6% по сравнению с исходным уровнем). Это улучшение было устойчивым только через неделю для участников группы диаграммы, и было значительное снижение мотивации по сравнению с предпочитаемыми испытуемыми методами ведения заметок. Мета-исследование концептуального картирования пришло к выводу, что концептуальное картирование более эффективно, чем «чтение текстовых отрывков, посещение лекций и участие в обсуждениях в классе». В том же исследовании также сделан вывод о том, что картирование понятий немного более эффективно, «чем другие конструктивные действия, такие как написание резюме и набросков». Однако результаты были противоречивыми: авторы отметили, что «в большинстве подмножеств была обнаружена значительная неоднородность». Кроме того, они пришли к выводу, что учащиеся с низкими способностями могут получить больше пользы от майндмэппинга, чем учащиеся с высокими способностями.